# Ана воли Милована
Ана воли Милована је југословенски филм из 1977. године. Режирао га је Драгослав Лазић, а сценарио је писао Милан Сецеровић.

## Улоге
| Глумац          | Улога |
| --------------- | ----- |
| Весна Малохоџић |       |
| Гојко Шантић    |       |
| Снежана Савић   |       |
| Божидар Стошић  |       |